# 대역전 (2016년 영화)
"대역전"은 2016년에 개봉한 대한민국 & 중국의 합작 영화이다.

## 캐스팅
- 이정재 : 강승준 역
- 종한량 : 곽지다 / 곽지화 역
- 량예팅 : 양시 역
- 이채영 : 안채희 역
- 양범 : 이지우 역
- 하석 : 정태현 역
- 장남열 : 광역수사대장 역
- 호산 : 김 국장 역
- 민무제 : 최일호 역
- 신성원 : 장동국 역
- 임현성 : 하대성 역
- 서한결 : 차영태 역
- 린 링 : 토니 역
- 최진욱 : 리유에 역
- 윤지유 : 레이루 역
- 박한샘 : 경찰 역
- 윤원준 : 경찰 역
- 신지웅 : 경찰 역
- 임재성 : 경찰 역
- 황재윤 : 경찰 역
- 안지호 : 레이루 납치범 역
- 엘리사 지앙 : 축구선수 와이프 역
- 김은정 : 축구선수 와이프 역
- 문선화 : 축구선수 와이프 역
- 이슬기 : 축구선수 와이프 역
- 최유진 : 축구선수 와이프 역
- 이영석 : 양시 사무실 경비 역
- Jason Lau : 양시 사무실 경찰 역
- Luo Yinan : 양시 사무실 경찰 역
- Link Lee : 양시 사무실 경찰 역
- 지장규 : 의대 교수 A 역
- 이영호 : 의대 교수 B 역
- 유명환 : 의대 직원 역
- 임지혜 : 중국집 종업원 역
- 김명호 : 호송차 경찰 역
- 이영우 : 호송차 경찰 역
- 정상협 : 곽지다 몸수색 경찰 역
- 강주원 : 축구장 저격수 역
- Cui Lumeng : 중국 해설자 역
- Zhang Dong : 중국 해설자 역
- 오경택 : 축구장 보안팀장 역
- 박승일 : 축구장 보안팀 역
- 형원 : 축구장 보안팀 역
- 김태은 : 곽지다 아파트 이웃사람 역
- 유회안 : 곽지다 아파트 이웃사람 역
- 조윤진 : 곽지다 아파트 이웃사람 역
- 한경미 : 곽지다 아파트 이웃사람 역
- 한대원 : 곽지다 아파트 경찰 역
- 한민수 : 곽지다 아파트 경찰 역
- 서정우 : JCP 안내데스크 직원 역
- 김진욱 : AFA 결승전 주심 역
- 정세헌 : AFA 결승전 부심 역
- 송용환 : AFA 결승전 부심 역
- 임학순 : 거원팀 감독 역
- 박선명 : 거원팀 코치 역
- 지경현 : 거원팀 코치 역
- Link Lee : 거원팀 라커룸 선수 역
- 강대한 : 거원팀 선수 역
- 김상원 : 거원팀 선수 역
- Muhamad : 거원팀 선수 역
- 박석현 : 거원팀 선수 역
- 박영조 : 거원팀 선수 역
- 박형진 : 거원팀 선수 역
- 신지훈 : 거원팀 선수 역
- 여지훈 : 거원팀 선수 역
- 이영준 : 거원팀 선수 역
- 임홍순 : 거원팀 선수 역
- 황리건 : 거원팀 선수 역
- 남경주 : 박 회장 역 (특별출연)